# Gare de Masson
La gare de Masson est une ancienne gare ferroviaire canadienne à Masson-Angers, secteur de la ville de Gatineau, au Québec.
Fermée depuis 1983, elle est citée Gare ferroviaire patrimoniale en 1993. La gare est démolie en 2021, un manque d'entretien causant un état de délabrement.

## Situation ferroviaire
La gare de Masson est située sur l'ancienne ligne d'Ottawa à Montréal du Canadien Pacifique, maintenant partie des Chemins de fer Québec-Gatineau.

## Histoire

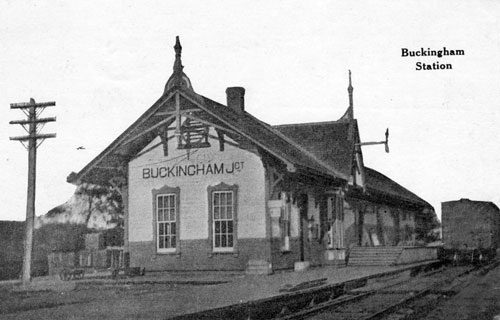
La gare vers 1911.

La gare de Masson est mise en service en 1877 par le Chemin de fer Québec, Montréal, Ottawa & Occidental (QMO&O) et se trouve au cœur du village de Masson-Angers. La gare est fermée depuis 1983,
Nommée au début Buckingham Junction, la gare est un facteur clé du développement démographique et économique du Bassin-de-la-Lièvre.

## Patrimoine ferroviaire
La gare est un bâtiment en bois, construite selon un plan vernaculaire simple. Elle se présente avec des caractéristiques typiques des gares du Québec, Montréal, Ottawa et Occidental. De forme rectangulaire allongée, la gare est coupée uniquement par la baie en saillie du télégraphiste. Selon l’énoncée de ses caractéristiques comme gare patrimoniale, nous notons « un bâtiment en rez-de-chaussée, le toit à deux versants reposant sur des encorbellements, le toit à pignon à contre-pente du toit principal couvrant la baie du télégraphiste, le revêtement en bois et les grandes fenêtres à guillotine ». Nous remarquons aussi les fenêtres à guillotine, six sur six, les portes en bois et les cadres sobres des portes et des fenêtres. Il existe encore à l’intérieur des détails d'origine : des lambris embouvetés, de la boiserie des fenêtres et des portes, des moulures et des plinthes. Malgré l’âge du bâtiment, les planchers en bois, les bancs en bois et les guichets survivent encore a l’intérieur . Dans la partie originale de la gare, nous retrouvons une salle d'attente et le bureau central du télégraphiste ; dans la partie plus récente, nous retrouvons la salle des envois par messagerie et l'entrepôt .
Gare ferroviaire patrimoniale, elle fait aussi partie des "Éléments inventoriés" du Inventaire du patrimoine bâti de la région de l'Outaouais, sans protection du gouvernement provincial (un élément patrimonial ne bénéficiant pas de statut juridique en vertu de la Loi sur le patrimoine culturel).

### Projets de revitalisation
Au début des années 2000, le Canadien Pacifique a cédé la gare à La Coopérative de solidarité de la station agrotouristique de la Basse-Lièvre, avec l'idée de revitaliser le site .
En 2017, un groupe de citoyens fait tentative de revitalisation de la gare. Elle nécessitera d'importants travaux  au toit, aux murs, aux fenêtres et autres. D'autres tentatives au fil des ans essayeront des projets semblables pour donner vie à la gare, sans succès (souvent en raison d'un manque de financement) ,. En 2021, le bâtiment est la propriété de Revenu Québec  (à titre de liquidateur des biens de la Coopérative de solidarité de la station agrotouristique de la Basse-Lièvre).
Le 11 mars 2021, le toit de la Gare de Masson s'est effondré. Les services d'incendie de la Ville de Gatineau ouvrent une enquête afin de confirmer la cause exacte du sinistre, qui est probablement causée par le poids de la neige accumulée et en raison de la faiblesse de la vieille structure . La gare est démolie le 18 mai 2021.